# Лайпсик, Брендан
Брендан Лайпсик (англ. Brendan Leipsic; род. 19 мая 1994, Виннипег) — канадский и российский хоккеист.

## Карьера
Начал карьеру в родном Виннипеге, где стал заниматься хоккеем в спортивном клубе «Виннипег Монархс», в составе которого выступал за юниорские команды и неоднократно выигрывал юниорские чемпионаты. в 2009 году на хоккеиста обратил внимание клуб западной хоккейной лиги WHL — «Портленд Уинтерхокс», который задрафтовал нападающего и в составе которого Лайпсик дебютировал на профессиональном уровне, а также попал в состав юниорской сборной Западной Канады, для участия в кубке вызова. Сезон 2012/13 сложился очень удачно для молодого хоккеиста. На драфте НХЛ 2012 года он был выбран клубом «Нэшвилл Предаторз» в 3-м раунде под общим 89-м номером, а в составе «Портленд Уинтерхокс» Брендан завоевал Кубок Эда Чиновета — главный трофей западной хоккейной лиги, а также завоевал приз, ежегодно вручаемый лучшему бомбардиру регулярного сезона — Боб Кларк Трофи.
Первую половину сезона 2014/15 провёл в составе фарм-клуба «Нэшвилл Предаторз» — «Милуоки Эдмиралс», выступающего в АХЛ, а в феврале 2015 года перешёл в систему другого клуба НХЛ — «Торонто Мейпл Лифс», однако не дебютировал в НХЛ и продолжил выступать в АХЛ, за фарм-клуб — «Торонто Марлис». По итогам сезона был признан лучшим ассистентом лиги АХЛ, отдав 40 результативных передач в составе обоих клубов.
Дебют Лайпсика в НХЛ состоялся в сезоне 2015/16. 13 февраля 2016 года в матче против «Ванкувер Кэнакс» хоккеист провёл свой первый матч в лиге и сразу отметился заброшенной шайбой. Также, в оставшихся матчах регулярного сезона отдал две результативные передачи.
Перед началом сезона 2017/18 Лайпсик попал в список игроков для драфта расширения, после проведения которого пополнил ряды нового клуба НХЛ — «Вегас Голден Найтс». Отыграв в составе «Вегаса» до февраля, в результате обмена на шведского нападающего Филипа Хольма, Брендан Лайпсик перебрался в — «Ванкувер Кэнакс». В составе «Кэнакс» Лайпсик начал новый сезон, однако уже в декабре попал на драфт отказов, где его забрал «Лос-Анджелес Кингз», в составе которого хоккеист доигрывал сезон.
В сезоне 2019/20, будучи игроком клуба «Вашингтон Кэпиталз», игрок, вместе с ещё одним хоккеистом Джеком Родуолдом, попал в скандальную историю, связанную с социальными сетями. Лайпсик позволил себе несколько оскорбительных высказываний в адрес женщин и игроков в групповом чате. Например жену главного тренера, своей бывшей команды «Ванкувер Кэнакс», Лайпсик назвал жирной, кроме того, под огонь Брендана попали темнокожие девушки и его бывшие партнерши. Досталось от канадца и партнерам по команде, Гарнету Хэтэуэю и Нику Дауду, которые, по его мнению, являются неудачниками. Ну а фото форварда «Кэнакс» Джейка Виртанена получило от Лайпсика такую рецензию: «Без сомнения, это худшая команда в мире». В лиге официально отреагировали на этот инцидент следующим образом:

«Национальная хоккейная лига решительно осуждает женоненавистнические и предосудительные замечания игроков Брендана Лайпсика и Джека Родуолда в частном групповом чате. В нашей лиге нет места для таких заявлений, взглядов и поведения.

Мы обсудим это непростительное поведение с клубами и игроками»
— ОФИЦИАЛЬНЫЙ САЙТ НХЛ
8 мая 2020 года игрок был выставлен «Вашингтон Кэпиталз» на драфт отказов для расторжения контракта.
Летом к игроку проявляли интерес клубы из КХЛ, в итоге, 4 августа было официально объявлено о переходе Лайпсика в ЦСКА, с которым было подписано годичное соглашение. 7 сентября 2020 года дебютировал в КХЛ, сделав результативную передачу в игре против «Барыса» (3:1). 19 сентября забросил свою первую шайбу в ворота магнитогорского «Металлурга» (2:4). 1 октября забросил две шайбы в ворота «Спартака» (5:4), включая победную шайбу в третьем периоде. 
7 мая 2021 года армейцы обменяли права на Лайпсика, у которого закончился контракт с клубом, в магнитогорский «Металлург», получив взамен права на шведского нападающего Лиаса Андерссона. В «Магнитке» Лайпсик провёл два сезона. В сезоне 2022/23 он набрал 44 (11+33) очка в 65 матчах «регулярки» и 11 (2+9) очков — в 11 играх Кубка Гагарина.
23 июня 2023 года петербургский СКА сообщил о заключении контракта с канадским нападающим. Из-за травм Лайпсик провёл за СКА всего 21 матч в регулярном чемпионате и плей‑офф, набрал 4 очка (2 гола и 2 результативные передачи) и покинул клуб в межсезонье.
9 января 2024 года получил гражданство РФ указом В. В. Путина.
В конце мая 2024 года «Автомобилист» объявил о подписании двухлетнего контракта с Лайпсиком. В октябре в СМИ появилась информация о том, что «Автомобилист» ищет варианты обмена Лайпсика. 13 декабря клуб поместил нападающего в список отказов, он набрал 7 очков в 25 матчах сезона. 15 декабря, согласно процедуре, Лайпсик был переведён в клуб ВХЛ «Горняк-УГМК».
21 декабря 2024 года клубы «Сибирь» и «Автомобилист» совершили обмен, в результате которого Лайпсик перешёл в «Сибирь», «Автомобилист» получил права на финского форварда Янне Куокканена, также новосибирский клуб получил денежную компенсацию. 4 января 2025 года в матче «Сибири» против «Салавата Юлаева» набрал первое очко в новой команде за голевую передачу. 10 января в матче «Сибири» против минского «Динамо» забил первый гол. 19 января в матче против ЦСКА Лайпсик отметился дублем. 31 мая 2025 года «Сибирь» объявила о завершении контракта с Лайпсиком.

## Командные и личные достижения
- Обладатель Кубка Эда Чиновета в сезоне 2012/13
- Обладатель Боб Кларк Трофи по итогам сезона 2012/13
- Лучший ассистент лиги АХЛ сезона 2014/15